# Parancistrocerus nitobei
Parancistrocerus nitobei är en stekelart som först beskrevs av Jinhaku Sonan 1939.  Parancistrocerus nitobei ingår i släktet Parancistrocerus och familjen Eumenidae. Inga underarter finns listade i Catalogue of Life.